# Douglas de Souza
Douglas Correia de Souza (Santa Bárbara d'Oeste, 20 agosto 1995) è un pallavolista brasiliano, schiacciatore del Sada.

## Biografia
Apertamente gay, ha affermato di voler essere ricordato come il primo omosessuale dichiarato nella storia della pallavolo che è riuscito a giocare ad alti livelli.

## Palmarès

### Club
- Campionato brasiliano: 1

2018-19
- Campionato sudamericano per club: 1

2020

### Nazionale (competizioni minori)
- Campionato mondiale Under-21 2013
- Campionato sudamericano Under-21 2014
- Campionato sudamericano Under-23 2014
- Giochi panamericani 2015
- Coppa panamericana 2015
- Memorial Hubert Wagner 2019

### Premi individuali
- 2012 - Campionato sudamericano Under-19: Miglior servizio
- 2014 - Campionato sudamericano Under-21: MVP
- 2014 - Campionato sudamericano Under-23: MVP
- 2015 - XVII Giochi panamericani: Miglior schiacciatore
- 2018 - Campionato mondiale: Miglior schiacciatore
- 2023 - Superliga Série A: Miglior schiacciatore[3]
- 2025 - Superliga Série A: Miglior schiacciatore